# Bruno de Heceta
Bruno de Heceta y Dudagoitia, secondo la grafia basca moderna Bruno Hezeta Dudagoitia (1744 – 1807), fu un basco che esplorò il Pacifico nord-occidentale.
Nato a Bilbao, fu inviato dal viceré della Nuova Spagna, Antonio María de Bucareli y Ursúa, ad esplorare la parte settentrionale dell'Alta California, in seguito a voci secondo cui erano stati fondati insediamenti russi.

## Contesto storico
La pretesa spagnola di avere il possesso del Alaska e Pacifico nord-occidentale risale al 1493, con la bolla papale Inter Caetera ed i diritti contenuti nel Trattato di Tordesillas del 1494. Questi due atti formali diedero alla Spagna i diritti esclusivi di colonizzare tutto l'emisfero occidentale (escluso il Brasile), compresa la West Coast dell'America settentrionale. La prima spedizione europea a raggiungere la costa occidentale fu guidata dallo spagnolo Vasco Núñez de Balboa, che la raggiunse a Panama nel 1513. Balboa reclamò l'oceano Pacifico per conto della Corona Spagnola, così come tutte le terre che lo toccavano. L'azione di Balboa rafforzò le pretese spagnole.
Confidando in questi diritti, l'impero spagnolo non esplorò né colonizzò la costa dell'America settentrionale nei 250 anni che seguirono l'impresa di Balboa. Alla fine del Settecento, però, si seppe che gli imperi russo e britannico erano giunti sulla costa. La Spagna, decisa a rivendicarne il possesso, decise di inviare spedizioni per capire l'estensione degli insediamenti russi e britannici.

## La spedizione di esplorazione
Una prima spedizione (con una sola nave, una Fregata) guidata da Juan José Pérez Hernández partì nel 1774, ma non arrivò tanto a nord quanto si sperava. Quando un gruppo di ufficiali provenienti dalla Spagna approdò alla base navale di San Blas, Messico, il viceré incaricò uno di loro, Heceta, di guidare una seconda spedizione. Questa volta furono usate due navi, la vecchia fregata Santiago ed una piccola nave che avrebbe potuto navigare in acque poco profonde.
Ad accompagnare e scortare Heceta fu la nave Nuestra Señora de Guadalupe (solitamente nota come Señora), inizialmente sotto il comando di Juan de Ayala. Lo schooner di 11 metri ed il suo equipaggio di 16 uomini avrebbero mappato la costa, e avrebbero potuto sbarcare in luoghi impossibili per la grande Santiago della precedente spedizione. La spedizione fu quindi in grado di reclamare tutte le terre toccate a nord del Messico.
Le due navi navigarono insieme verso nord fino a Point Grenville (Washington), chiamato allora Punta de los Martires da Heceta a causa di un attacco dei locali Nativi americani, i Quinault.
Fu il primo europeo a vedere la foce del fiume Columbia. Durante il viaggio di ritorno, con a disposizione solo la Santiago ed una ciurma ridotta, Heceta scoprì una grande baia. Tentò di entrarci, ma le forti correnti lo impedirono. La ciurma era tanto ridotta da non riuscire a manovrare l'ancora, e quindi l'attesa di condizioni migliori diventava complicata. Egli scrisse che le forti correnti lo portavano a credere che si trattasse della foce di un grande fiume, o un passaggio per un altro mare. In seguito si scoprì essere lo stretto di Juan de Fuca. Chiamò la baia Bahia de la Asunciõn, e stilò una mappa di quello che poteva vedere da fuori della baia. In futuro molte mappe spagnole avrebbero riportato l'estuario del Columbia col nome di Entrada de Hezeta, Rio de San Roque, ed altre varianti simili.
Come deciso in partenza, la compagnia si divise la sera del 30 luglio 1775, con la Santiago che proseguiva in quello che oggi è il confine tra Washington e Canada. La Señora (ora con l'ufficiale in seconda Juan Francisco de la Bodega y Quadra al timone) risali' la costa secondo gli ordini, fino a raggiungere la posizione di 59° Nord di latitudine il 15 agosto, entrando nel Sitka Sound nei pressi dell'attuale città di Sitka, in Alaska. Fu qui che gli spagnoli eseguirono numerosi "atti di Sovranità", dando il nome e reclamando Puerto de Bucareli (baia di Bucareli), Puerto de los Remedios ed il monte San Jacinto, rinominato poi Mount Edgecumbe dall'esploratore britannico James Cook, tre anni dopo.
Durante il viaggio la ciurma dovette affrontare numerosi problemi, tra cui la scarsità di cibo e lo scorbuto. L'8 settembre le navi si riunirono dirigendosi a sud, verso San Blas.
In seguito Heceta fece ritorno in Europa, combattendo numerose battaglie navali contro Francia e Gran Bretagna. Mori' nel 1807 con il grado di tenente generale.
Heceta Head, sulla costa dell'Oregon, prende da lui il nome, così come il vicino faro, l'Heceta Head Light.